# Fireside Poets
Os Fireside Poets (Schoolroom ou Household Poets) foram um grupo de poetas americanos do século XIX que viviam na Nova Inglaterra, uma região dos EUA.